# Lucina

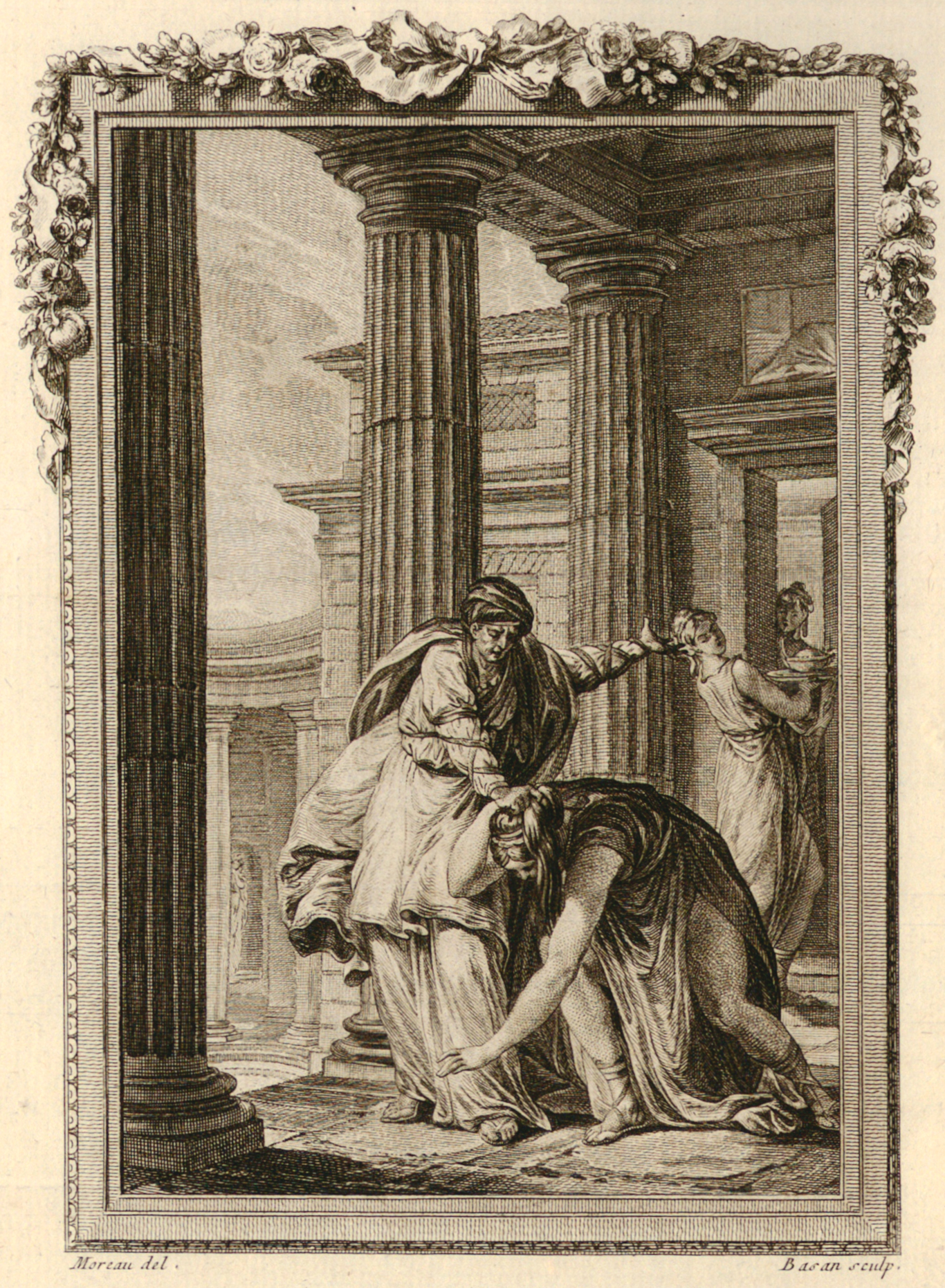
Lucina
ataca a Galantis a la puerta de Alcmena

En la mitología romana y en la religión de la Antigua Roma, Lucina (en latín Lucĭna) era un título o epíteto de la diosa tutelar que presidía el nacimiento de los niños y era invocada por las mujeres durante el parto. Varrón dice que era uno de los dioses sabinos adoptados por los romanos.  Lucina no tenía carácter individual y como epíteto era referido ora a Juno,  ora a Diana.  En la mitología griega corresponde a Ilitía.  A veces se usa Lucina como metonimia por el parto. Roscher incluye a Lucina dentro de la miríada de dioses Indígetes.
Ovidio dice que el nombre de Lucina fue tomado en el sentido de «la que trae a los niños a la luz» (en latín lux, -cis, esto es, ‘luz’), pero también podría haber sido derivado de lucus («bosque»), bosque sagrado de árboles de loto en el monte Esquilino, asociado con la diosa.
Se la representa como una matrona con una copa en la mano derecha y una lanza en la izquierda; o bien, sentada con un niño recién nacido en el regazo y una flor en la mano derecha. En las ceremonias de su culto se le dedicaban guirnaldas y coronas de flores.  
El asteroide 146 Lucina lleva el nombre de la diosa romana. 